# 劉德良
刘德良（1957—），中华民国陆军中将（退役）、前情報員，畢業於陸軍官校正48期，現任國立政治大學國際事務學院教授、臺灣日本研究院顧問，曾任退辅会远荣气体公司总经理、国防部军情局长、副局長、國安局第二處長、陸軍總司令部情報署科長。

## 荣誉

### 中华民国勋章奖章
- 四等云麾勋章（2018年6月25日于台北博爱营区颁授[2]）